# Rank (альбом)
Rank — єдиний офіційний концертний альбом британського рок-гурту The Smiths, виданий в 1988 році.

## Про альбом
Альбом Rank являє собою записаний 23 жовтня 1986 року концерт в Кілберні, Лондон. До платівки увійшло чотирнадцять композицій. Частина пісень («I Want the One I Can't Have», «There Is a Light That Never Goes Out», «Frankly Mr. Shankly», «Never Had No One Івr», «Meat is Murder»), виконаних на цьому концерті, були вирізані і в альбом не увійшли. Значна частина композицій, присутніх на записі, присутні на альбомі The Queen Is Dead. На обкладинці, розробленій Морріссі зображена акторка Александра Бастедо.

## Список композицій
Автори всіх пісень — Морріссі та Джонні Марр, окрім «His Latest Flame» (Джером Солон Фелдер і Морт Шуман), «The Draize Train» (Марр) і «The Queen Is Dead» (на початку композиції був відтворений фрагмент оригінальної композиції Сергія Прокоф'єва «Монтеккі й Капулетті»).
| #   | Назва                                         | Тривалість |
| --- | --------------------------------------------- | ---------- |
| 1.  | «The Queen Is Dead»                           | 4:11       |
| 2.  | «Panic»                                       | 3:07       |
| 3.  | «Vicar in a Tutu»                             | 2:40       |
| 4.  | «Ask»                                         | 3:12       |
| 5.  | «His Latest Flame/Rusholme Ruffians (Medley)» | 3:55       |
| 6.  | «The Boy with the Thorn in His Side»          | 3:47       |
| 7.  | «Rubber Ring/What She Said (Medley)»          | 3:41       |
| 8.  | «Is It Really So Strange?»                    | 3:45       |
| 9.  | «Cemetry Gates»                               | 2:50       |
| 10. | «London»                                      | 2:38       |
| 11. | «I Know It’s Over»                            | 7:49       |
| 12. | «The Draize Train»                            | 4:23       |
| 13. | «Still Ill»                                   | 4:09       |
| 14. | «Bigmouth Strikes Again»                      | 5:51       |

## Позиції в чартах
Альбом
| Чарт (1988)              | Позиція |
| ------------------------ | ------- |
| Australian Albums Chart  | 33      |
| Canadian Albums Chart    | 82      |
| Dutch Albums Chart       | 42      |
| German Albums Chart      | 47      |
| Italian Albums Chart     | 19      |
| Japanese Albums Chart    | 49      |
| New Zealand Albums Chart | 25      |
| Swedish Albums Chart     | 32      |
| UK Albums Chart          | 2       |
| Billboard 200            | 77      |